# Río Liwu
El río Liwu (en chino tradicional, 立霧溪; pinyin, Lìwùxī es un río que corre en todo su trayecto dentro de la localidad de Xiulin, condado de Hualien, Taiwán. Este río es el que le dio forma a los cañones profundos del Parque nacional Taroko.

## Etimología
El origen del vocablo «Liwu» proviene de la palabra taroko «Tkijig», que hace referencia al río y al poblado actual de Chongde. Durante el dominio japonés de Taiwán, la palabra se transcribió como «Takkiri» (立霧?). Luego, los kanji fueron importados al chino, y de ahí el nombre. En particular, «Tkijig» también se transcribe al chino para los nombres de dos afluentes del río Liwu: el río Tacijili (塔次基里溪) y el río Dazili (達梓里溪).

## Curso del río
La fuente del río Liwu se encuentra entre las montañas Hehuanshan y Qilai en la Cordillera Central. El río fluye en dirección oeste desde una elevación de 3000 metros hasta Tianxiang, en donde entra en el cañón de Taroko. Después de recibir al río Shatudang cerca del santuario de Changchun, el río Liwu desemboca en el Océano Pacífico cerca de Chongde, un asentamiento habitado por el pueblo taroko. El río tiene una longitud aproximada de 55 kilómetros y se encuentra en su totalidad dentro del Parque nacional Taroko. Gran parte de la sección oriental de la Autopista Central de la Isla sigue el río.
El curso del río Liwu cambió de rumbo tres veces: la primera debido a la captura fluvial a lo largo del tiempo y las otras dos debido a represas de corrimiento. Estos cambios formaron muchas de las terrazas fluviales en donde hoy en día se ubican los asentamientos humanos.

## Historia
Los primeros pobladores humanos a lo largo del río Liwu probablemente vinieron de la cultura Shisanhang en el norte de Taiwán hace unos 1300 años, como lo demuestran las catorce ruinas encontradas cerca de la desembocadura del río. Al igual que sus homólogos del norte, estos pueblos dominaban la fundición y usaban herramientas de hierro, aunque también extraían oro.  Esto fue descubierto por las fuerzas españolas y holandesas en el siglo XVI, quienes notaron que el río se llamaba «Tackili» y el área «Turoboan». Domingo Aguilar, un español, dijo que una tribu llamada parrougearon (también conocida como Mek-qaolin) vivía río arriba y tres tribus diferentes lo hacían cerca del delta: los pabanangh, dadangh y torrobouan. Los holandeses dirigieron varias expediciones a esta región en busca de oro, pero no encontraron una cantidad importante.
Hace unos 300 años, un grupo de personas taroko viajó desde el actual condado de Nantou a través de la Cordillera Central hacia el valle del río Liwu debido a sobrepoblación. De este a oeste, la influencia de los taroko se extendió hasta el Pacífico, hasta que la Guerra Truku contra las fuerzas japonesas obligó a gran parte de su población a irse a las llanuras. Los japoneses también crearon un camino para tener un acceso fácil de acuerdo con el plan quinquenal para gobernar a los aborígenes.

## Galería
| Puente de Taroko Gate                                             |
| Puente de Taroko Gate, ubicado cerca de la desembocadura del río. |

| Represa de Xipan                               |
| Represa de Xipan, que genera hidroelectricidad |

| Río Liwu                                   |
| Río Liwu y la Autopista Central de la Isla |